# Gil Evans
Gil Evans (Toronto, Canadá, 13 de mayo de 1912 - Cuernavaca, México, 20 de marzo de 1988) fue un pianista de jazz, arreglista, compositor, y líder de banda activo en los Estados Unidos. Tuvo un papel destacado en el desarrollo del cool, el modal jazz, el free jazz y el jazz-rock, y colaboró mucho con Miles Davis. Su nombre original Ian Ernest Gilmore Green fue uno de los más grandes orquestadores en la historia del jazz. Evans tuvo una carrera larga y productiva, pero sigue siendo más conocido por sus célebres colaboraciones con el trompetista Miles Davis.

## Trayectoria
Músico autodidacta, Evans formó su primera banda en 1933, primero liderándola y luego trabajando como pianista y arreglista. De 1941 a 1948, trabajó como arreglista con la banda de Claude Thornhill, ideando la instrumentación única que se convertiría en una marca registrada de sus primeros años: una formación estándar de Big band, además de trompetas y Tuba. Evans usó una instrumentación similar para sus dos arreglos en el álbum de Miles Davis Birth of the Cool (grabado entre 1949 y 1950), su primera colaboración destacada. Durante la mayor parte de la década de 1950, Evans trabajó en radio y televisión, a menudo componiendo y haciendo arreglos para cantantes como Tony Bennett, Peggy Lee, Johnny Mathis y Helen Merrill. La importancia de Gil Evans como arreglista de jazz no fue ampliamente reconocida hasta que reanudó su asociación con Davis en 1957, cuando Davis se encontraba en uno de sus períodos más fértiles y creativos. En contraste directo con su enfoque sobrio habitual, Davis lanzó el densamente texturizado Millas por delante (1957), Porgy y Bess (1958), y el álbum Sketches of Spain (1960), todo arreglado por Evans. Después de años de oscuridad, a finales de los cuarenta, Evans finalmente emergió como una fuerza importante en el jazz. Una de las grandes habilidades de Evans fue su habilidad para transmitir la sensación de improvisación espontánea dentro de sus gráficos cuidadosamente anotados. Creó arreglos luminosos e impresionistas cuyo atractivo radica en la riqueza de sus texturas y armonía y en sus sutilezas musicales. Sus arreglos también fueron un desafío para los músicos: el bajista Bill Crow recordó que el líder de la banda Thornhill sacaba a relucir los arreglos de Evans "cuando quería castigar a la banda". Las grabaciones que hizo Evans con sus propias orquestas a fines de la década de 1950 y principios de la de 1960, en álbumes como Gil Evans and Ten (1957), New Bottle, Old Wine (1958) y Out of the Cool (1960), fueron muy buenas. Dirigió conciertos ocasionales e hizo algunos arreglos para otros artistas a principios de la década de 1960 y pasó la segunda mitad de la década centrándose en la composición. Evans abrazó cada vez más los ritmos y la instrumentación electrónica de la Música Rock durante este período y planeó grabar un álbum en colaboración con el legendario guitarrista Jimi Hendrix. La muerte de Hendrix en 1970 detuvo tales planes, pero los arreglos que Evans tenía previstos para el proyecto se escucharon más tarde en la "Orquesta toca la música de Jimi Hendrix de Gil Evans" (1974). Gil Evans continuó sus relaciones con músicos de rock, en particular con David Bowie (para la película de 1986 Principiantes Absolutos), con el músico Robbie Robertson (para la película de Martin Scorsese de 1986 El color del dinero), y con el músico Sting (en presentaciones en vivo y de estudio en 1987).

## Discografía
- Gil Evans and Ten (1957)
- New Bottles, Old Wine (1958) (con Cannonball Adderley)
- Great Jazz Standards (1959)
- Out of the Cool (1960)
- Into the Hot (1961)
- The Individualism of Gil Evans (1964)
- Verve Jazz Masters 23: Gil Evans (1963–1964)
- Guitar Forms (1965) (con Kenny Burrell)
- Look To The Rainbow (1966) (con Astrud Gilberto)
- Blues In Orbit (1971)
- Svengali (1973)
- Plays the Music of Jimi Hendrix (1975)
- There Comes a Time (1975)
- Priestess (1977)
- Little Wing (1978)
- Live at the Public Theater Volume 1 & 2 [2] (1980)
- Live at Sweet Basil (1984–1986)
- Farewell (1986)
- Bud and Bird (1986) (Premio Grammy de 1989)
- Absolute Beginners: banda sonora (1986)
- Live at Umbria Jazz: Volume 1 & 2 [3] (1987)
- 75th Birthday Concert (1987)
- Paris Blues (1987) (dúo con Steve Lacy)
- Last Session (1987) (con Sting)
- A Tribute to Gil (1988)